# Claudio Enrique Monge Pereira
Claudio Enrique Monge Pereira (Grecia, 15 de agosto de 1951) es un académico, poeta y político costarricense, miembro del Partido Acción Ciudadana.

## Biografía
Monge Pereira nació en Grecia, el 15 de agosto de 1951, hijo de Claudio Monge Jiménez, zapatero, y Dora Pereira Rojas, ama de casa. Cursó la primaria en la Escuela Dr. José Castro Madriz y la secundaria en Liceo J.J. Vargas Calvo. Se graduó como profesor en Enseñanza de la Historia y la Sociología en la Universidad Pedagógica de Moscú, Rusia, con maestría en Pedagogía. También ostenta el título de Máster en Literatura de la Universidad de Costa Rica. Además ha sido presidente de la Asociación de Autores de Obras Literarias, Científicas y Artísticas de Costa Rica, miembro de la Comisión Nacional de Educación de la Conferencia Episcopal de Costa Rica y ministro predicador católico, Director de la Escuela de Formación Docente de la Universidad de Costa Rica, Vicedecano y Decano en ejercicio de su Facultad de Educación.
Su carrera política inició como regidor del Concejo Municipal de San Isidro, Heredia (período 2006-2010) por el Partido Acción Ciudadana, mismo partido por el cual luego fue elegido diputado. 
Está casado con Ana Cecilia Hernández Rodríguez y tiene cuatro hijos.

## Publicaciones
- Mi Primer Recital, Poemario, U.C.R.
- Anhelos y otros deseos más, poemario, U.C.R.
- Poemas, U.C.R.
- El amor en los tiempos docentes, poemario, Forja U.C.R.
- Poesía, Forja. U.C.R.
- Mediaciones Pedagógicas, Poemario, UCR.
- Arado, Verbo y semilla, Poesía Infantil, V.A.S. - U.C.R.
- La Cruzada Nacional de Alfabetización en Nicaragua, Revista Educación U.C.R.
- La educación cooperativa, CENECOOP
- La metodología en el proceso de enseñanza y aprendizaje
- La educación para la equidad y en equidad, Ensayo, Editorial CECOR
- Santalucías y Heliotropos, poesía infantil, Editorial CNFL
- Tenue de la Luz, poesía, Editorial Guayacán
- Mediaciones Pedagógicas, poesía pedagógica, Editorial UCR
- Patrulla Nocturna, Ensayo, Editorial  EUNA
- Grandes Maestros Costarricenses, Ensayo, EUCR
- Una Muchedumbre Silenciosa, Poesía, Editorial Alma Mater
- Esta Terrible Semilla, poesía, Editorial Alma Mater.